# Dock Square
Der Dock Square ist ein öffentlicher Platz im Bostoner Stadtteil Government Center im Bundesstaat Massachusetts der Vereinigten Staaten. Er befindet sich direkt neben der Faneuil Hall und wird von den Straßen Congress, North und Union Street begrenzt.
Der Name stammt aus dem 17. Jahrhundert, als sich der Platz direkt an der Uferlinie befand und von den 1630er Jahren bis in das frühe 19. Jahrhundert Schiffen im Boston Harbor als „verbreitet genutzte Anlegestelle“ diente. „Rund um das Dock wurden die wichtigsten Geschäfte der Stadt erledigt.“
Auch nachdem im frühen 19. Jahrhundert die Küstenlinie aufgrund von Landgewinnungsmaßnahmen verschoben wurde, wurde der Platz noch für einige Jahre weiterhin als Handelszentrum genutzt. Mit der Entwicklung des Stadtteils Government Center in den 1960er Jahren jedoch wurden die Größe und der Charakter des Platzes so verändert, dass er sich von einem Zentrum des städtischen Lebens zu einem Ort verwandelte, über den Fußgänger lediglich flüchtig hinweggehen.
Seit den 1950er Jahren ist der Platz vorwiegend eine Touristenattraktion, da über ihn der Freedom Trail verläuft.

## Geschichte

### Vom 17. bis zum 19. Jahrhundert

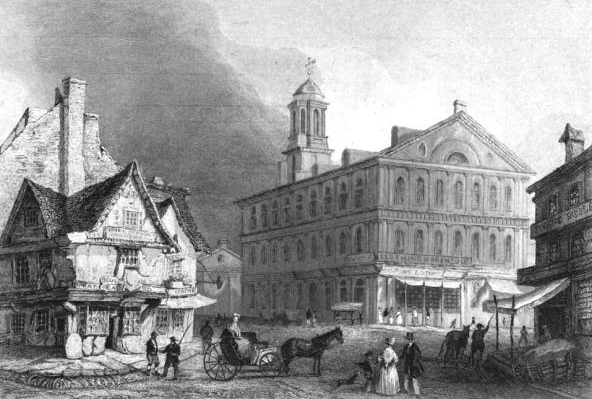
Der Dock Square in den 1840er Jahren mit dem heute nicht mehr existenten Old Feather Store (links) und der Faneuil Hall (Mitte).

Der Dock Square war für einen Großteil seiner langen Historie ein wichtiges Handelszentrum in Boston. Insbesondere im 17. und 18. Jahrhundert wurden dort unter freiem Himmel sowie auf Marktständen verschiedenste Waren – unter anderem auch Sklaven – angeboten. Im Jahr 1733 eröffnete dort ein Marktgebäude, was jedoch mit Protesten verbunden war, da seine Kritiker Regulierungen jedweder Art ablehnten. Nur wenige Jahre später hatte die Stimmung gegen das Gebäude ihren Höhepunkt erreicht: „Im Jahr 1737 erschien in einer Winternacht ein Mob von als Geistliche getarnten Personen […] und zerstörte das Markthaus am Dock Square vollständig.“
Im Jahr 1742 eröffnete schließlich – erneut mit vielen Bedenken begleitet – die Faneuil Hall. „In den Aufzeichnungen der Stadt finden sich zahlreiche Beschwerden, dass der Dock Square und auch andere Bereiche nahe der Faneuil Hall mit Karren, Fuhrwerken und diversen Marktutensilien vollgestellt seien. Darüber hinaus stünden die Marktleute vorzugsweise außerhalb des Marktplatzes, um Standgebühren zu vermeiden und den dort herrschenden Regulierungen und Bestimmungen auszuweichen.“ 1764 schließlich wurden das Abstellen von Pferden, Karren, Handelswaren, Marktständen, Bänken, Kisten etc. auf dem Platz für illegal erklärt und die Bürger der Stadt aufgefordert, keine Waren von Personen zu erwerben, die auf dem Dock Square oder in den umgebenden Straßen verkaufen.
Im Laufe der Zeit eröffneten und schlossen eine Vielzahl unterschiedlicher Verkaufsläden und Unternehmungen am Dock Square. Eine für diese Zeit typische Zeitungsanzeige aus dem Jahr 1723 lautet: „Soeben aus London eingetroffen und im Geschäft von Mr. John Williams, gleich neben der Taverne Golden-Ball am Dock Square zum Verkauf angeboten: Ausgesuchter Bohea-Tee zu zwanzig Shilling das Pfund, sehr guter Chester-Käse sowie auch weitere europäische Handelswaren.“ Im frühen 19. Jahrhundert zählte zu den Mietern am Dock Square auch Samuel Eliot, der Vater des späteren Bürgermeisters von Boston Samuel Atkins Eliot. Er betrieb dort ein Kaufhaus, „in dem er alles von Windeln bis zu Grabsteinen verkaufte“.

### Vom 20. bis zum 21. Jahrhundert
In der Mitte des 20. Jahrhunderts nahm die Bebauungsdichte rund um den Platz stark zu, und auch die Verkehrsdichte stieg fortwährend an. Mit der Interstate 93 wurde ganz in der Nähe ein großer Highway errichtet, der um das Jahr 2007 durch den Big Dig in den Untergrund verlegt wurde. In den 1960er Jahren wurden einige der kleineren Straßen und Fußgängerwege abgerissen, darunter die Brattle Street und Cornhill. Der Dock Square wurde dadurch stark verkleinert, um Platz für die im Stil des Brutalismus errichtete Boston City Hall sowie weitere Gebäude im Government Center zu schaffen.